# Suki Brownsdon
Susannah Clare „Suki“ Brownsdon (* 16. Oktober 1965 in Banbury) ist eine ehemalige britische Schwimmerin. Sie gewann bei Europameisterschaften eine Silbermedaille. Bei Commonwealth Games erschwamm sie einmal Gold, zweimal Silber und zweimal Bronze.

## Sportliche Karriere
Suki Brownsdons internationale Karriere begann bei den Olympischen Spielen 1980 in Moskau. Sie erreichte das Finale über 100 Meter Brust und belegte den sechsten Platz, zwei Plätze hinter ihrer Landsfrau Margaret Kelly. Bei den Europameisterschaften 1981 in Split wurde Brownsdon im Finale über 200 Meter Brust disqualifiziert. Über 100 Meter Brust gewann Ute Geweniger aus der DDR mit zweieinhalb Sekunden Vorsprung vor Suki Brownsdon, die ihrerseits 0,12 Sekunden vor Larisa Belokon aus der Sowjetunion anschlug. Im Jahr darauf bei den Weltmeisterschaften in Guayaquil schied Brownsdon auf beiden Bruststrecken im Vorlauf aus. Die britische 4-mal-100-Meter-Lagenstaffel mit Helen Jameson, Suki Brownsdon, Ann Osgerby und June Croft belegte den achten Platz. Zwei Monate später bei den Commonwealth Games 1982 in Brisbane wurde Brownsdon über 100 Meter Brust Dritte hinter den beiden Kanadierinnen Kathy Bald und Anne Ottenbrite. Die englische Lagenstaffel mit Catherine White, Suki Brownsden, Ann Osgerby und June Croft gewann Silber hinter der kanadischen Staffel.
1984 bei den Olympischen Spielen in Los Angeles trat Brownsdon nur über 200 Meter Brust an. Als drittbeste Europäerin belegte sie den siebten Platz. Im Jahr darauf bei den Europameisterschaften 1985 in Sofia erreichte Brownsdon den sechsten Platz über 100 Meter Brust und den siebten Platz über 200 Meter Brust. 1986 bei den Commonwealth Games in Edinburgh siegte die englische 4-mal-100-Meter-Lagenstaffel mit Simone Hindmarch, Suki Brownsdon, Caroline Cooper und Nicola Fibbens vor den Kanadierinnen und den Australierinnen. Bei den Weltmeisterschaften in Madrid erreichte Brownsdon auf beiden Bruststrecken das B-Finale, die britische Lagenstaffel schied als Zehnte der Vorläufe aus. 1987 bei der Universiade in Zagreb wurde Brownsdon Dritte über 100 Meter Brust hinter der Italienerin Manuela Dalla Valle und der Belgierin Ingrid Lempereur. Einen Monat später bei den Europameisterschaften in Straßburg wurde Brownsdon Achte über 200 Meter Brust und Fünfte über 100 Meter Brust.
1988 bei den Olympischen Spielen in Seoul wurde Suki Brownsdon über 100 Meter Brust als Achte des B-Finales 16. der Gesamtwertung. Bei ihren beiden anderen Einzelstarts über 200 Meter Brust und über 400 Meter Lagen schied sie im Vorlauf aus. Die britische 4-mal-100-Meter-Lagenstaffel mit Kathy Read, Suki Brownsdon, Caroline Foot und Joanna Coull wurde Vorlaufneunte mit fast einer Sekunde Rückstand auf die achtplatzierten Bulgarinnen. Im Jahr darauf bei den Europameisterschaften in Bonn belegte Brownsdon über beide Bruststrecken den achten Platz. 1990 bei den Commonwealth Games in Auckland wurde Brownsdon  über 100 Meter Brust wie 1982 Dritte hinter zwei Kanadierinnen; Keltie Duggan und Guylaine Cloutier hatten 0,80 und 0,32 Sekunden Vorsprung. Die englische Lagenstaffel mit Joanne Deakins, Suki Brownsdon, Madeleine Scarborough und Karen Pickering gewann Silber hinter den Australierinnen. Bei ihrer vierten Olympiateilnahme 1992 in Barcelona schied Brownsdon auf beiden Bruststrecken in den Vorläufen aus. Die britische Lagenstaffel mit Joanne Deakins, Suki Brownsdon, Madeleine Campbell und Karen Pickering schwamm die zehntbeste Vorlaufzeit, zum Finaleinzug fehlten fast vier Sekunden.